# Рессель, Йозеф
Йозеф Людвиг Франтишек (Франц) Рессель (нем. Joseph Ludwig Franz Ressel; чеш. Josef Ludvík František Ressel; 29 июня 1793, Хрудим, Богемия, Австрийская империя (ныне Пардубицкий край Чешской Республики) — 9 октября 1857, Любляна (теперь Словения)) — австрийский инженер-лесник и техник-изобретатель чешского происхождения, предложивший новый движитель для судна — гребной винт, помещаемый в кормовой части, и построивший первый в мире пароход с гребным винтом «Чивета».

## Биография
Окончил гимназию в Линце, обучался в артиллерийском училище в Ческе-Будеевице, затем в Венском университете и в Мариабруннской имперской лесотехнической академии. Работал на австрийской государственной службе лесником, в задачу которого входило обеспечение поставки качественной древесины для нужд военно-морского флота империи.
Уже в 1812 году составил проект судна, которое могло бы двигаться с помощью Архимедова винта. В 1821 году он был переведён в Триест — крупнейший порт Австрийской империи (современная Италия), где провёл успешные испытания гребного винта собственной конструкции.
В 1827 году Рессель получил патент на изобретение деревянного гребного винта.
В 1826 и 1829 годах Й. Ресселю удалось построить пароход с деревянным гребным винтом собственной конструкции и паровой машиной в шесть лошадиных сил. Произведённый опыт окончился, благодаря случайности, неудачей: пароходный котёл в ходе испытаний взорвался, и дальнейшие опыты были запрещены полицией. Взрыв не был вызван испытаниями винта, как многие считали в то время.
Тогда Рессель в 1829 продал своё изобретение во Францию.
Все позднейшие конструкции винтовых судов французских и английских инженеров основываются посредственно или непосредственно на изобретении Й. Ресселя.
Среди других изобретений Ресселя — пневматические цилиндры и шарикоподшипники. В течение своей жизни он получил ещё ряд патентов.

## Память

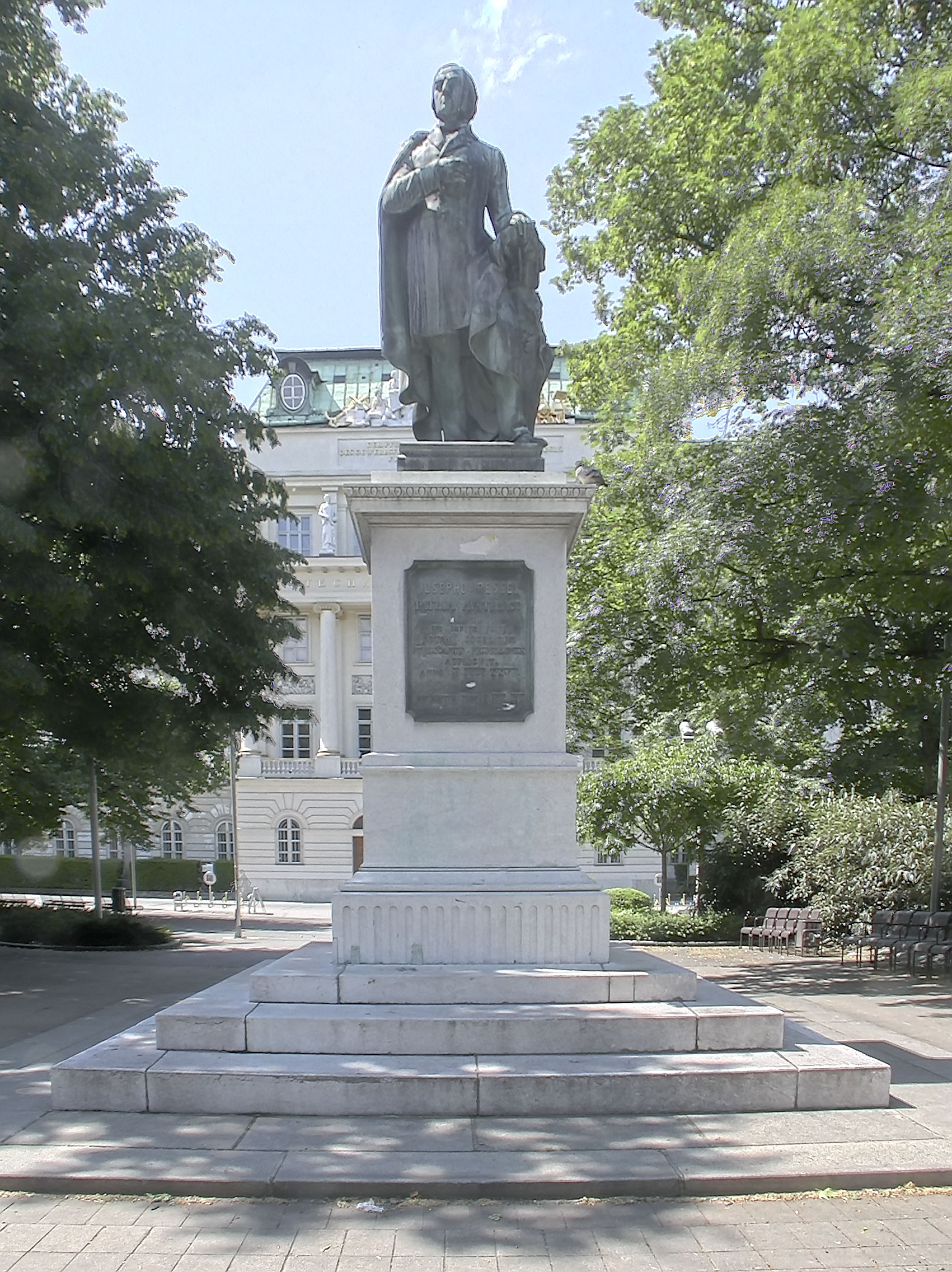
Памятник Й. Ресселю в Вене

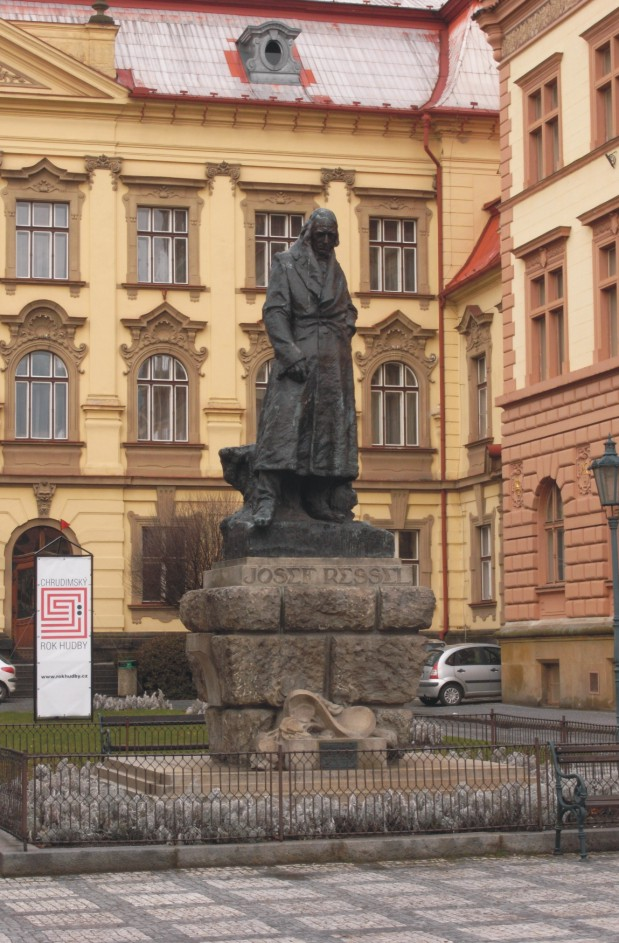
Памятник Й. Ресселю в Хрудиме

- В 1863 Й. Ресселю был воздвигнут бронзовый памятник перед зданием политехникума в Вене и памятник в родном Хрудиме.
- Изображение изобретателя и парохода «Чивета» было помещено на 500-шиллинговую банкноту Австрии (1966)
- Бронзовый памятник Й. Ресселю на набережной Триеста был открыт 29 марта 2022 года[1].